# Falls City (Oregon)
Falls City és una població dels Estats Units a l'estat d'Oregon. Segons el cens del 2000 tenia 966 habitants.

## Demografia
Segons el cens del 2000, Falls City tenia 966 habitants, 338 habitatges, i 255 famílies. La densitat de població era de 303,2 habitants per km².
Dels 338 habitatges en un 35,2% hi vivien nens de menys de 18 anys, en un 58,3% hi vivien parelles casades, en un 13,6% dones solteres, i en un 24,3% no eren unitats familiars. En el 19,2% dels habitatges hi vivien persones soles el 9,5% de les quals corresponia a persones de 65 anys o més que vivien soles. El nombre mitjà de persones vivint en cada habitatge era de 2,86 i el nombre mitjà de persones que vivien en cada família era de 3,25.
Per edats la població es repartia de la següent manera: un 31% tenia menys de 18 anys, un 5,5% entre 18 i 24, un 26,7% entre 25 i 44, un 22,4% de 45 a 60 i un 14,5% 65 anys o més.
L'edat mediana era de 38 anys. Per cada 100 dones de 18 o més anys hi havia 88,4 homes.
La renda mediana per habitatge era de 32.461$ i la renda mediana per família de 36.528$. Els homes tenien una renda mediana de 31.827$ mentre que les dones 26.429$. La renda per capita de la població era de 13.858$. Aproximadament l'11,6% de les famílies i el 15,8% de la població estaven per davall del llindar de pobresa.

## Poblacions més properes
El següent diagrama mostra les poblacions més properes.